# Aldra
Aldra ist eine norwegische Insel in der Provinz (Fylke) Nordland. Sie geht in das Gebiet der Kommune Lurøy ein. Auf der Insel liegt der gleichnamige Ort Aldra.

## Lage
Die Insel liegt westlich des norwegischen Festlands und ist von diesem durch die Meerenge Aldersundet getrennt. Westlich der Insel liegen die Inseln Stigen, Lurøya und Onøya und nördlich davon kleinere Inseln. Aldra ist mit etwa 23,5 km² die größte Insel der Kommune Lurøy. Auf der Insel liegen mehrere Erhebungen, die in einer Kette an der Nordostküste sowie in einem Bereich im Süden gruppiert sind. Die höchsten sind der Berg Aldertinden im Nordosten mit etwa 737 moh. und im Süden erreicht die höchste Erhebung Hjarttinden 967 moh. Zwischen den beiden Bereichen liegt ein Moorgebiet mit kleineren Seen auf etwa 180 moh. An der Küste besteht jeweils ein schmaler Küstenstreifen, am Süden ist er am breitesten.
Die Ortschaft Aldra liegt an der Ostküste der Insel. Etwas besiedelt ist zudem der Nordwesten und der Süden. In Aldra sowie im Norden der Insel legen Fähren an, die die Verbindung zum Festland herstellen.
Zwischen Aldra und dem norwegischen Festland war die Antenne des Omega-Senders Bratland gespannt.